# Love/Hate (TV-serie)
Love/Hate är en irländsk kriminal- och dramaserie som hade premiär den 3 oktober 2010. Seriens femte och sista säsong hade premiär den 5 oktober 2014. Totalt sändes 28 avsnitt. Serien är skapad av Stuart Carolan.

## Handling
Serien handlar om Dublins undre värld, en kokande kittel av brottslighet, lojalitet och livsavgörande val.

## Rollista (i urval)
- Robert Sheehan - Darren Treacy
- Killian Scott - Thomas Daly
- Tom Vaughan-Lawlor - Nigel  Delaney
- Aidan Gillen - Power
- Ruth Bradley - Mary Treacy
- Aoibhinn McGinnity - Patricia Delaney
- Ruth Negga - Rosie Moynihan